# Funt sudański
Funt sudański – jednostka monetarna Sudanu w latach 1956–1992 i ponownie od 2007. Do czasu zastąpienia przez funta południowosudańskiego była również w obiegu na terenie Sudanu Południowego.
1 funt sudański = 100 piastrów = 1000 milliemes.